# Стара Любовня
Стара Любовня (словац. Stará Ľubovňa) — місто у Спиші над р. Попрад, розташоване на півночі східної Словаччини на українсько-словацько-польському етнічному пограниччі. Раніше (до 1920 року) це місто входило до складу комітату Спиш. Адміністративний центр Старолюбовнянського округу. Старолюбовнянський округ в 1961 р. мав 26 укр. сіл з 14 400 мешканців (на всіх 44 з 37 400 меш.).

## Історія
Вперше згадується 1292 року. У 1412–1772 Стара Любовня була головним з 15 спиських міст, відданих 1412 угорським королем Жигмонтом Польщі. 8 листопада 1918 тут створилася Народна рада місцевих русинів-українців, яка висловилася за приєднання до Української держави.

## Культура
Середньовічний замок, музей, скансен, гімназія. У місті є 3 римо-католицькі костели: костел св. Мікулаша з кінця XIII ст., костел св. Петра і Павла з 1999 р., костел св. Йозефа з 1943 р., греко-католицька церква, православна та протестантська громади міста свої церкви будують.

## Населення
| Рік:            | 1993   | 2003    | 2013    | 2023    |
| --------------- | ------ | ------- | ------- | ------- |
| Кількість осіб: | 15 110 | 16 398  | 16 359  | 15 628  |
| Різниця:        |        | +8,52 % | -0,23 % | -4,46 % |

| Рік:            | 2022   | 2023    |
| --------------- | ------ | ------- |
| Кількість осіб: | 15 707 | 15 628  |
| Різниця:        |        | -0,50 % |

У місті проживає 16 338 осіб.
Національний склад населення:
- словаки — 89,15 %
- цигани (роми) — 5,97 %
- русини — 1,48 %
- українці — 1,00 %
- чехи — 0,64 %
- поляки — 0,14 %
- угорці — 0,13 %

Склад населення за приналежністю до релігії:
- римо-католики — 67,65 %,
- греко-католики — 22,20 %,
- православні — 1,61 %,
- протестанти (еванєлики) — 0,81 %,
- не вважають себе віруючими або не належать до жодної вищезгаданої церкви — 5,01 %

## Галерея

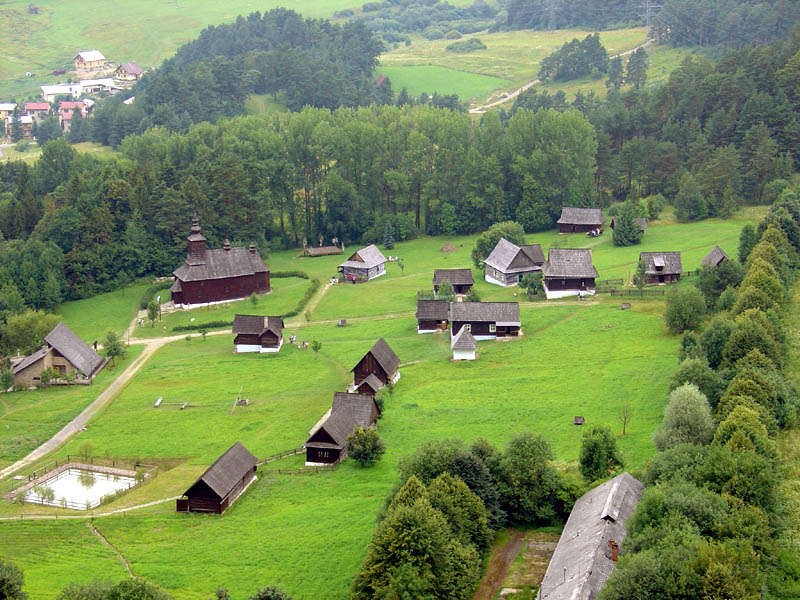
Вид на скансен в Старій Любовні з замку
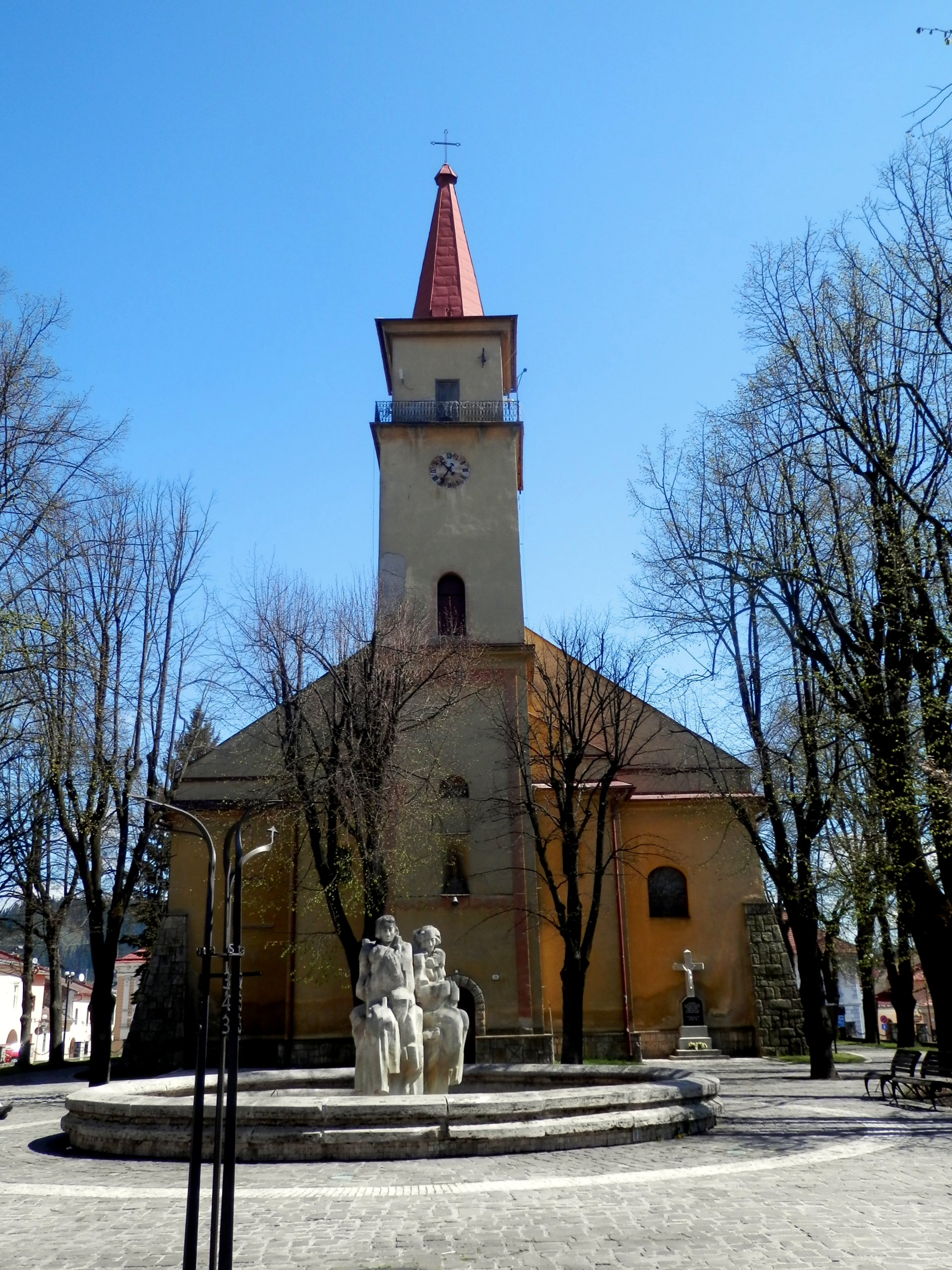
Романська церква
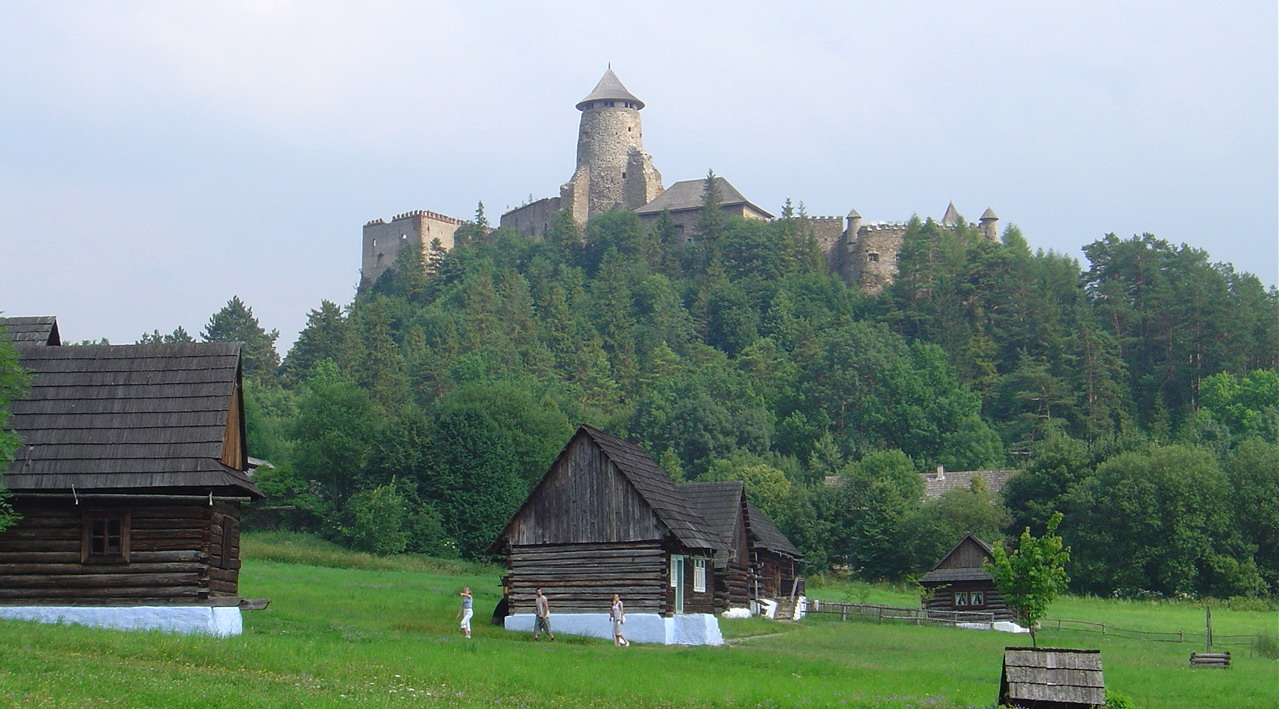
Старо-Любовнянський замок
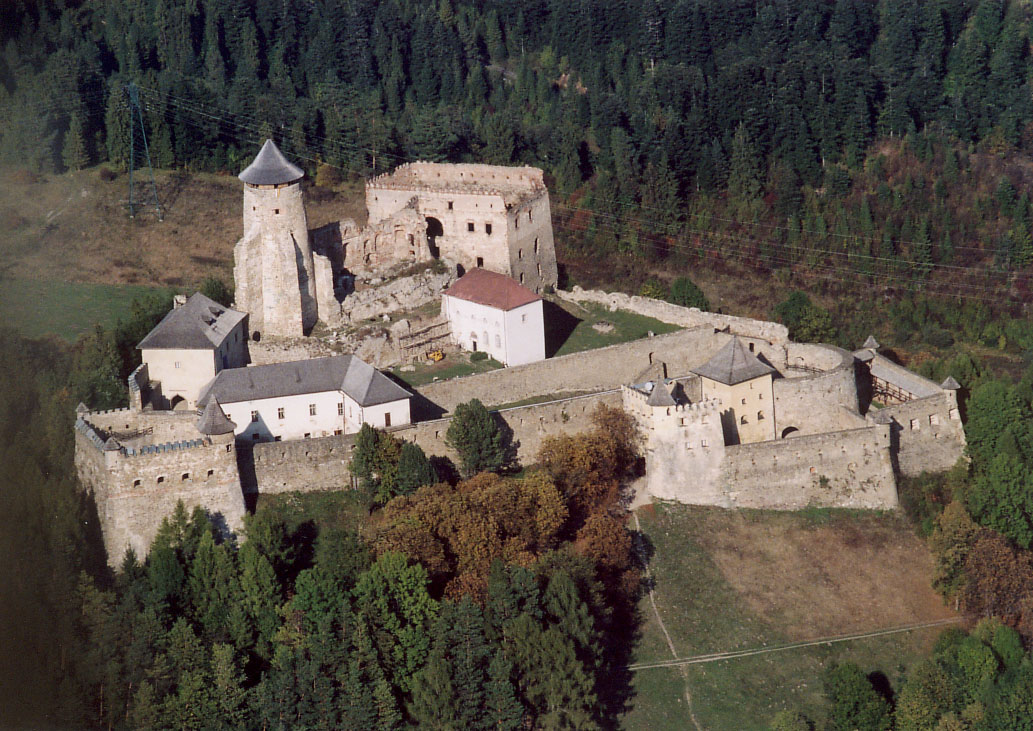
Старо-Любовнянський замок, з висоти пташиного польоту
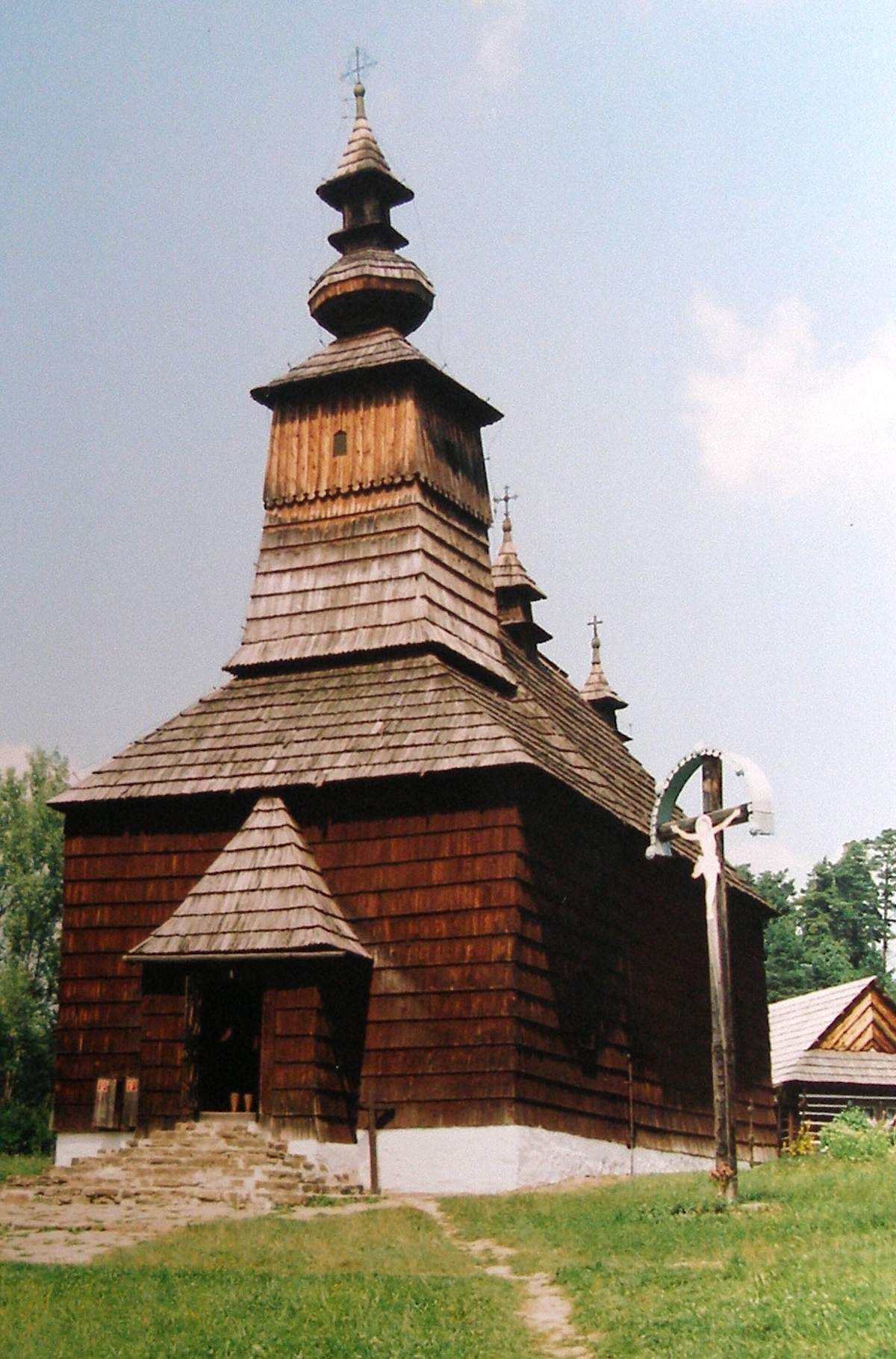
Дерев'яна греко-католицька церква св. Архангела Михаїла в скансені

## Цікаві факти
Саме у Старій Любовні виник перший після розпаду Австро-угорської монархії народний орган закарпатських українців — Руська Народна Рада, яка виступила під гаслом злуки з незалежною Україною. В ухваленому 8 листопада 1918 року «Маніфесті до русинів Угорщини» було заявлено: «На другому боці Карпат живуть такі ж самі русини, як і ми. Їх мова, звичаї такі ж, як і у нас, а тому вони наші брати. З ними ми етнографічно ставимо один великий багатомільйонний народ…». У 1919 році Старо-Любовнянська Народна Рада, об'єднавшись з Пряшівською Народною Радою, увійшла до складу Центральної Руської Народної Ради, першим головою якої став Августин Волошин.

## Відомі люди
У місті народилась:
- Ева Репкова (* 1975) — словацька шахістка.

Помер у місті:
- Домінік Потоцький — син Миколая Потоцького-«ведмежої лаби»[11]